# Saifores

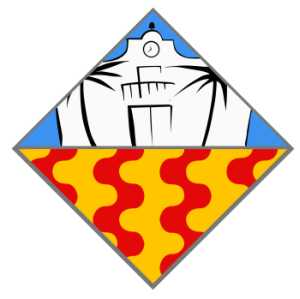
Escudo de Saifores

Saifores es un barrio perteneciente al municipio de Bañeras, situado en el extremo Suroeste del término, en medio de la comarca del Bajo Panadés. Tenía 68 habitantes en 2018.

## Etimología
La palabra" Sai- "podría provenir de la palabra Sâl que en latín significa "mar", y " -Fores " puede derivar de la palabra latina: Foris que significa "puerta, entrada". Se piensa que Saifores, puede significar "puerta del mar", ya que el pueblo está relativamente cerca del mar y desde él se pueden contemplar perfectamente las playas de El Vendrell, igualmente no hay consenso al respecto, puesto que ningún lingüista acreditado se ha pronunciado.

## Historia
Se tiene constancia de que los íberos ya vivían por la región de Saifores. Se han encontrado numerosos restos arqueológicos en los terrenos de Saifores, y se sabe que en el pueblo vecino, Les Masies de Sant Miquel había un poblado íbero,  que, a pesar de las pocas prospecciones que se han llevado a cabo, puede tratarse de uno de los mejor conservados de Cataluña. En el mismo Saifores, durante las obras del alcantarillado, se encontraron en la plaza vieja unos silos íberos.
La primera constancia escrita sobre Saifores como topónimo, data del año 1152 y otro documento de la primera mitad del siglo XII habla de un personaje llamado Saifores. En otro documento fechado en el año 1414, se habla de la Capilla de San Pedro de Saifores . 
También, en los márgenes de la Riera de Banyeres a poca distancia del núcleo, hay restos de dos molinos harineros, el Molino de Can Mata y el de los Guànecs ambos de origen medieval. Del primero, en el margen derecho de la riera, se conserva el cuerpo de la edificación de tres pisos. Del segundo, el de los Guànecs en el margen izquierdo se conserva en muy buen estado la cámara donde se encontraba el carcabá o cacao, estancia donde caía el agua a mucha presión y hacía girar la rueda hidráulica que transformaba la energía hidráulica en mecánica mediante un eje que movía la muela en el piso superior. Se trata de un recinto de planta rectangular de unos 7m de largo y 4m de ancho cubierto con una bóveda de cañón todo en piedra. No es visible desde el exterior, ya que está dentro del recinto de la masía de Can Ravella y forma parte de la edificación.

## Demografía y economía
En Saifores viven 68 personas (según el censo de 2018), casi todos ellos adultos, ya que pocos jóvenes se quedan en el pueblo a vivir.
Gran parte de la economía de la zona se basa en la agricultura, sobre todo el viñedo, el olivo y el almendro, con gran presencia de la huerta. Debido a la contaminación del subsuelo, el antiguo pozo quedó inutilizado para el consumo humano y se creó la comunidad de regantes, para aprovechar el agua de este pozo.
La industria está fuertemente representada con las fábricas "Farmalepori – Finaf 92", química, y "DEFIBER", textil, que emplean a bastantes habitantes de Saifores y poblaciones de alrededor. De lo contrario, la industria de las aves de corral, granjas y purines, está fuertemente implementada en la zona.

## Geografía
La ubicación geográfica de Saifores es 41º15' N – 1º33' E está situado a unos 2 km dirección suroeste de Banyeres ya unos 5 km al noreste de El Vendrell. Se encuentra en lo alto de una colina, a 132 m sobre el nivel del mar, y a unos 5 km en línea recta del mismo.
Saifores está construido sobre roca caliza y cuaternaria. Con un clima típicamente mediterráneo, al estar en lo alto de una colina, tiene una pequeña diferencia de temperatura con las villas de alrededor gracias al tiempo llegado del mar y al viento de mistral, que sopla por el collado de Santa Cristina, en la sierra del Montmell.

## Política
Saifores es una entidad de población perteneciente al municipio de Bañeras, del que depende administrativamente. Desde el regreso de la democracia, Saifores ha ido alternando el gobierno municipal entre CIU que ganó en 1979 y 1983 y 2011 y el PSC que ha ganado el resto de elecciones municipales. El actual delegado del ayuntamiento de Banyeres es La Núria Xambó, por CIU . 

## Aldeanos ilustres
- Marta Mata (pedagoga),
- Raimon Obiols (político, actualmente ex- eurodiputado ),
- Juli Vela (expresidente de la cooperativa Abacus ),
- Àngels Garriga (maestra y pedagoga).

## Otros datos y curiosidades
- La Fiesta Mayor de Saifores se celebra el primer fin de semana después de San Pedro (29 de junio).
- El libro Un rótulo para Curtón de Àngels Garriga está inspirado en los hechos y vivencias de los habitantes de Saifores.
- En Saifores se encuentra la sede de la fundación Àngels Garriga de Mata Archivado el 21 de octubre de 2011 en Wayback Machine. , que también es casa de colonias y centro de encuentros.
- Saliendo desde Saifores, anualmente se celebra la Marcha por los caminos del Penedès .[3]
- Ya hace más de veinticinco años que en Saifores se celebra la Escuela de Verano del Penedès .
- En la Bodega de Cal Mata, durante la guerra civil, se guardaban los aviones del ejército republicano que despegaban de un aeródromo que había en las inmediaciones del Torrent del Albornà, cerca de donde ahora está la Idiada, circuito de pruebas técnicas para vehículos.
- Se dice de Saifores: "Saifores, todo un mundo".
- Saifores es el primer núcleo urbano de Cataluña absolutamente digitalizado en 3D mediante la interfaz de Google Earth.